# António Manoel de Vilhena
António Manoel de Vilhena (1663 – La Valletta, 10 dicembre 1736) è stato Gran Maestro dell'Ordine di Malta dal 19 giugno 1722 fino alla sua morte.

## Biografia
Manoel de Vilhena era un aristocratico portoghese discendente della casata reale, figlio di Sancho Manoel de Vilhena, primo Conte di Vila Flor, e della sua prima moglie, Ana de Noronha, e lontano parente di António Severim de Noronha, Duca di Terceira. Anche se alcuni suoi predecessori non furono amati dalla popolazione maltese, Vilhena si guadagnò la stima degli abitanti dell'isola, dando vita ad un certo numero di istituzioni caritatevoli. Per rispondere alla continua richiesta di case sul territorio de La Valletta egli pianificò la costruzione del sobborgo di Floriana, nella cui piazza principale si trova ancora oggi una sua statua, all'esterno dei Giardini del Maglio. Già nel 1723, per costruzioni difensive, richiamò nell'isola l'architetto forlivese Giuseppe Merenda, anch'egli Cavaliere di Malta.
Manoel de Vilhena costruì anche Fort Manoel nella Baia di Marsamuscetto. Nel 1731, egli costruì il Teatro Manoel che è ritenuto il secondo teatro più antico d'Europa e che sopravvive tutt'oggi. La sua tomba, nella concattedrale di San Giovanni a La Valletta, è considerata la più grande e sontuosa tomba dei grandi maestri dell'Ordine.